# Mielichhoferia pusilla
Mielichhoferia pusilla là một loài Rêu trong họ Bryaceae. Loài này được (Hook. f. & Wilson) Mitt. mô tả khoa học đầu tiên năm 1869.